# Виндафьорд
Виндафьорд (норв. Vindafjord) — коммуна в губернии Ругаланн в Норвегии. Административный центр коммуны — город Эленшёэн. Официальный язык коммуны — нюнорск. Население коммуны на 2016 год составляло 8788 человек. Площадь коммуны Виндафьорд — 620,39 км², код-идентификатор — 1160.

## История населения коммуны
Население коммуны за последние 60 лет.

Статистика коммуны Виндафьорд